# Rönök
Rönök è un comune dell'Ungheria di 494 abitanti (dati 2001). È situato nella contea di Vas.